# Матеус Гонсалвес
Матеус Гонсалвес (порт. Matheus Gonçalves, нар. 18 серпня 2005) — бразильський футболіст, нападник клубу «Фламенго». Володар Кубка Бразилії та Суперкубка Бразилії, дворазовий переможець Ліги Каріока.

## Ігрова кар'єра
Матеус Гонсалвес народився 2005 року, та є вихованцем футбольної школи клубу «Фламенго». У 2022 році Гонсалвес розпочав грати в основній команді «Фламенго». У цьому ж році за опитуванням газети «The Guardian» він був визнаний кращим футболістом світу 2005 року народження.
У 2023 році Матеус Гонсалвес грав у складі клубу «Ред Булл Брагантіно» на правах оренди. Наступного року гравець повернувся до клубу «Фламенго». у складі команди футболіст двічі став переможцем Ліги Каріока, у 2024 році став володарем Кубка Бразилії. а в 2025 році став володарем Суперкубка Бразилії.

## Титули і досягнення
- Володар Кубка Бразилії (1):

«Фламенго»: 2024
- Володар Суперкубка Бразилії (1):

«Фламенго»: 2025
- Переможець Ліги Каріока (2):

«Фламенго»: 2024, 2025